# Alejandra Orozco
Alejandra Orozco, född den 19 april 1997 i Zapopan, är en mexikansk simhoppare.
Hon tog OS-silver i synkroniserade höga hopp i samband med de olympiska simhoppstävlingarna 2012 i London.
I juli 2021 vid OS i Tokyo tog Orozco tillsammans med Gabriela Agúndez brons i parhoppning från 10 meter.